# 藤田恵
藤田 恵（ふじた めぐみ、男性、1939年 - ）は、日本の政治家。元徳島県木頭村長。

## 来歴・人物
- 徳島県那賀郡木頭村（現・那賀町）・那賀川高の瀬峡源流生まれ。
- 中央大学法学部通信教育課程卒業。
- NTT職員、全電通徳島県支部役員、毎日新聞特約記者を経て、1993年4月、細川内ダム計画反対などを公約に無投票で木頭村長に初当選。
- 1996年、ダムに頼らない村づくり計画の一環として第三セクター「株式会社きとうむら」を設立。
- 1997年4月、無投票で2期目[1]。
- 2000年、国が計画する細川内ダムを、国の巨大ダムとしては日本の行政史上で初めて中止に追い込む。
- この間、室蘭工業大学非常勤講師も務め、河川と環境をテーマとする講義を行う。
- 2001年、3期目を目指すも再選ならず[2]。
- 2002年村長退任後は、ダム問題、人権問題の市民運動に活躍。
- 2003年田尻賞受賞
- 2004年の第20回参議院議員通常選挙にみどりの会議公認で比例区から立候補。中村敦夫に次いで、党内で第2位となるが落選。
- 2005年から水源連顧問。
- 2007年、｢9条ネット｣共同代表に就任。第21回参議院議員通常選挙に比例区から立候補するが落選[3]。

- 2020年7月の熊本豪雨に関して、脱ダムを撤回するのは短絡的と述べている[4]。

憲法9条と、川を守るのが信条。「河口から源流まで、鮎が自然遡上する川に戻す」（藤田恵の川を取り戻す20字定義）。ロシナンテ社月刊誌「むすぶ誌」へ「水問題原論（嶋津暉之著）を読む」「百姓の想い出」「凡夫の雑記帳」等連載中。
「空」「唯識」「超情報場仮説と唯識」トインビー「歴史の研究」など勉強中。趣味は釣りなどの川遊びと野宿。ランニング、自転車、水泳、ギター。

## 主な著書
- 『アメリカはなぜダム開発をとめたか』（共著、築地書館）
- 『分権型社会を創る　市民の世紀へ』（共著、ぎょうせい）
- 『ゆずの里の村長奮戦記』（悠飛社）
- 『脱ダムから緑の国へ』（緑風出版）
- 『国を破りて山河あり』（小学館）など。
- 論文　「労働組合法１７条の一般的拘束力」